# تاريخ المملكة المتحدة

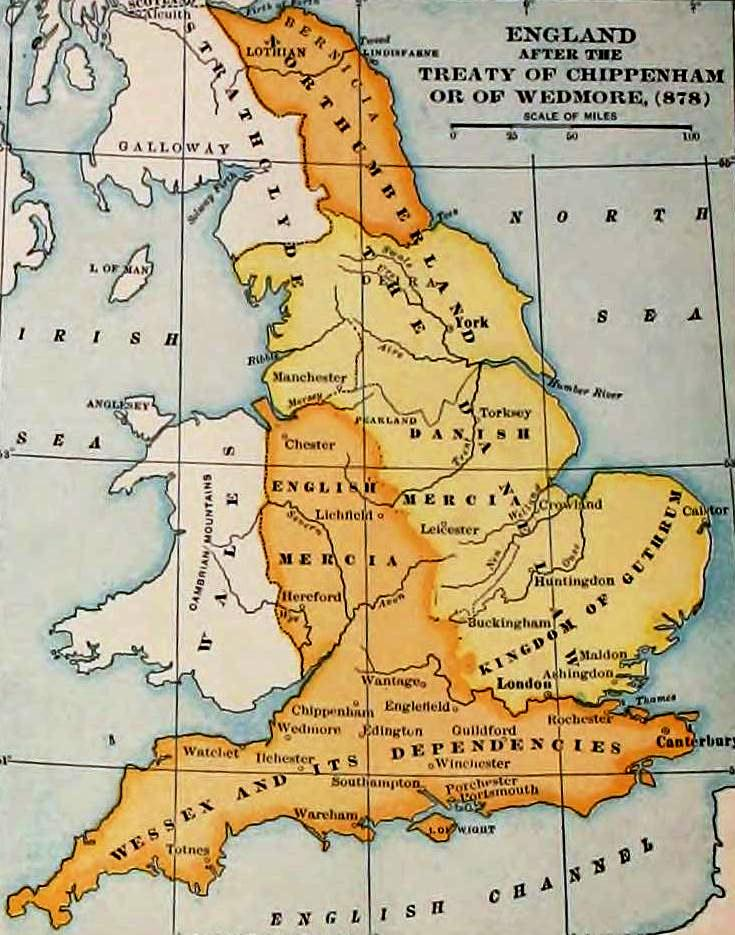
انكلترا وويلز في معاهدة 878

عرف تاريخ المملكة المتحدة الذي ساهمت الهيمنة الصناعية والبحرية التي تمتعت بها في القرن التاسع عشر، بشكل مباشر، في تطوير نظامها السياسي وتحديث مجالات الفنون والعلوم. وفي أوج حكمها، بسطت الإمبراطورية البريطانية سلطتها على أكثر من ربع العالم. غير أنه في النصف الأول من القرن العشرين استنفذت الحرب العالمية الأولى والثانية قوتها بشكل هائل، أدى إلى تفكيكها. أما في النصف الثاني من القرن، عملت المملكة المتحدة على التأسيس لدولة أوروبية مزدهرة اقتصاديا ومتقدمة علميا. وكونها دولة ذات عضوية دائمة في مجلس الأمن ومن مؤسسي حلف الناتو والكومنولث، تتبع المملكة المتحدة سياسة عالمية.

يمكن معاملة المملكة المتحدة باعتبارها دولة موحدة بدءًا من عام 1707م عند الاتحاد السياسي لمملكتي إنجلترا وإسكتلندا في مملكة موحدة سمّيت بريطانيا العظمى. قال المؤرخ سيمون شاما عن هذه الدولة الجديدة:
«إن ما بدأ بهيئة توحيد عدوانيّ انتهى بشراكة تامة الأركان في أقوى مشروع مستمر في العالم... لقد كان واحدًا من أكثر التحولات إدهاشًا في التاريخ الأوروبي». – سيمون شاما.
أضاف قانون الاتحاد لعام 1800 مملكة أيرلندا إلى الدولة لتنشأ عن ذلك المملكة المتحدة لبريطانيا العظمى وأيرلندا.
اتسمت العقود الأولى بقيام ثورات اليعاقبة التي انتهت بهزيمة قضية آل ستيوارت في معركة كلودين في عام 1746. قاد النصر في حرب سبع السنوات في العام 1763 إلى نماء الإمبراطورية البريطانية الأولى. عند هزيمتها على يد الولايات المتحدة وفرنسا وإسبانيا في حرب الاستقلال الأميركية، خسرت بريطانيا مستعمراتها الأميركية البالغ عددها 13 وأنشأت الإمبراطورية البريطانية الثانية التي كان مقرها آسيا وأفريقيا. نتيجة لذلك، أصبحت الثقافة البريطانية، وتأثيرها التقني والسياسي والدستوري واللغوي عالمية الانتشار. من الناحية السياسية، كانت الثورة الفرنسية وتداعياتها النابليونية بين عامي 1793 و1815 الحدث الرئيسي، الأمر الذي رأته النخبة البريطانية خطرًا دفينًا، وعملت بحزم لتشكيل عدة تحالفات تمكنت من هزيمة نابليون في النهاية في عام 1815. بقي المحافظون، الذين وصلوا إلى السلطة في عام 1783، متزعمين سدتها (بمقاطعة وجيزة) حتى عام 1830. افتتحت قوى الإصلاح المنبثقة غالبًا من العناصر الدينية الإنجيلية، عقودًا من الإصلاح السياسي التي وسعت عملية الاقتراع وفتحت الاقتصاد للتجارة الحرة. كان من بين أبرز القادة السياسيين في القرن التاسع عشر بالمرستون، وديزرايلي، وغلادستون، وساليزبري. ثقافيًا، كان العصر الفيكتوري فترة ازدهار وهيمنة قيم الطبقة الوسطى عندما سيطرت بريطانيا على الاقتصاد العالمي وحافظت على قرن سلميّ عمومًا، من عام 1815 إلى عام 1914. كانت الحرب العالمية الأولى (بدأت عام 1914 وانتهت عام 1918) التي تحالفت فيها بريطانيا مع فرنسا وروسيا والولايات المتحدة، ضارية لكنها كانت حربًا شمولية ناجحة ضد ألمانيا في نهاية المطاف. نتجت عن هذه الحرب عصبة الأمم التي كانت مشروعًا مفضلًا بالنسبة لبريطانيا ما بين الحربين. مع ذلك، بينما بقيت الإمبراطورية قوية، وأسواق لندن للأوراق المالية أيضًا، بدأت القاعدة الصناعية البريطانية بالانسلال سرًا عن ألمانيا وبصورة أخص عن الولايات المتحدة. كانت الميول إلى السلام قوية جدًا إلى درجة أن الأمة دعمت سياسة استرضاء ألمانية الهتلرية في أواخر ثلاثينيات القرن العشرين، حتى بدأت الحرب العالمية الثانية مع الغزو النازي لبولندا في عام 1939. في الحرب العالمية الثانية، انضمت فرنسا والاتحاد السوفييتي والولايات المتحدة إلى بريطانيا باعتبارهم حلفاء الحرب العالمية الثانية.
لم تعد بريطانيا قوة عظمى عسكريًا أو اقتصاديًا، كما شوهدت في أزمة السويس عام 1956، ولم يعد في حوزتها الثروة الكافية للحفاظ على إمبراطورية، لذا منحت الاستقلال لجميع ممتلكاتها تقريبًا. انضمت الدول الجديدة إجمالًا إلى دول الكومنولث. شهدت سنوات بعد الحرب مشقات عظيمة، خففت من حدتها إلى حد ما المعونات المالية التي قدمتها الولايات المتحدة، وبعض المعونات من كندا. عاد الازهار في خمسينيات القرن العشرين. في هذه الأثناء، أسس حزب العمال بين عامي 1945 و1950 دولة رعاية اجتماعية، أممت العديد من الصناعات، وأنشأت هيئة الخدمات الصحية الوطنية. اتخذت المملكة المتحدة موقفًا قويًا تجاه المد الشيوعي بعد عام 1945، لاعبة بذلك دورًا أساسيًا في الحرب الباردة وتشكيل حلف شمال الأطلسي (الناتو) كتحالف عسكري مع ألمانيا الغربية وفرنسا والولايات المتحدة وكندا ودولًا أصغر ضد السوفييت. وبقي حلف شمال الأطلسي ائتلافًا عسكريًا قويًا. كانت المملكة المتحدة وما زالت عضوًا قائدًا في الأمم المتحدة منذ تأسيسها، بالإضافة إلى عدد كبير من المنظمات العالمية الأخرى. في تسعينيات القرن العشرين، أدت الليبرالية الجديدة إلى خصخصة الصناعات المؤممة ورفع ضوابط تنظيمية هامة بالنسبة للشؤون التجارية. نمت مكانة لندن باعتبارها قطبًا ماليًا عالميًا بصورة مستمرة. حققت منذ تسعينيات القرن العشرين حركات تفويض واسعة النطاق في إيرلندا الشمالية واسكتلندا وويلز لا مركزيةً في اتخاذ القرار السياسي. ترنحت بريطانيا جيئة وذهابًا في علاقاتها الاقتصادية مع أوروبا الغربية. انضمت البلاد إلى السوق الأوروبية المشتركة في عام 1973، مضعفة بذلك الأواصر الاقتصادية مع كومنولثها. مع ذلك، أُلزمت المملكة المتحدة نتيجة الاستفتاء الشعبي الذي أجرته عام 2016 حول الانسحاب من الاتحاد الأوروبي على الانسحاب منه؛ والمفاوضات سارية في الوقت الراهن.
في عام 1922، نجحت أيرلندا الكاثوليكية في التحول إلى الدولة الأيرلندية الحرة؛ في اليوم التالي، انفصلت أيرلندا الشمالية عن الدولة الحرة وعادت إلى المملكة المتحدة. غيرت المملكة المتحدة لقبها الرسمي في عام 1927 ليُصبح المملكة المتحدة لبريطانيا العظمى وأيرلندا الشمالية، اختُصر عادةً إلى بريطانيا و (بعد عام 1945) إلى المملكة المتحدة أو يو كيه.

## من 1800 إلى 1837

### الاتحاد مع أيرلندا
في 1 يناير 1801، وهو اليوم الأول من القرن 19، اجتمعت بريطانيا العظمى وأيرلندا لتشكيل المملكة المتحدة لبريطانيا العظمى وأيرلندا.
أُحدث الاتحاد التشريعي لبريطانيا العظمى وأيرلندا بموجب قانون الاتحاد عام 1800، الذي أنشأ «المملكة المتحدة لبريطانيا العظمى وأيرلندا». مُرر القانون في كل من برلمان بريطانيا العظمى والبرلمان الأيرلندي، الذي يهيمن عليه البروتستانت ولا يوجد فيه تمثيل عن السكان الكاثوليك في البلاد. جرى اكتساب أغلبية كبيرة، ووفقًا لوثائق معاصرة ساعد على ذلك تقديم رشوة تمثلت بمنح ألقاب وتشريفات إلى المعارضين لكسب أصواتهم. بموجب شروط الاتحاد، أُلغي برلمان بريطانيا العظمى وبرلمان أيرلندا المنفصلان واستُبدل بهما برلمان المملكة المتحدة الموحد. بالتالي أصبحت أيرلندا جزءًا لا يتجزأ من المملكة المتحدة، فأرسلت نحو 100 نائب برلماني إلى مجلس العموم في وستمنستر و28 ممثل عن النبلاء إلى مجلس اللوردات، انتخبهم النبلاء الأيرلنديون أنفسهم من بين أقرانهم، إلا أنه لم يُسمح للنبلاء الروم الكاثوليك بأخذ مقاعدهم في مجلس اللوردات. كان منح التحرر الكاثوليكي جزءٌ من التعويض بالنسبة للكاثوليك الأيرلنديين، والذي قاومه البرلمان الأيرلندي الأنجليكاني بشدة. ومع ذلك، اعترض عليه الملك جورج الثالث، الذي احتج بأن تحرير الروم الكاثوليك من شأنه أن يخالف قَسم تتويجه. أقرت السلطة الكنسية للرومان الكاثوليك الاتحاد. لكن قرار منع التحرر الكاثوليكي قوض جاذبية الاتحاد.

### الحروب النابليونية
خلال حرب التحالف الثاني (1799 – 1801)، احتلت بريطانيا معظم المستعمرات الفرنسية والهولندية (كانت هولندا تابعة لفرنسا منذ عام 1796)، لكن الأمراض الاستوائية أودت بحياة أكثر من 40 ألف جندي. عندما أوقفت معاهدة أميان الأعمال العدائية لفترة مؤقتة، اضطرت بريطانيا إلى التخلي عن معظم المستعمرات. في مايو 1803، أُعلنت الحرب مرة أخرى. فشلت خطط نابليون بغزو بريطانيا بسبب قلة فاعلية أسطوله البحري، وفي عام 1805، هزم أسطول اللورد نيلسون الفرنسيين والإسبانيين بشكل حاسم في ترافالغار، وكان آخر عمل بحري بارز في الحروب النابليونية.
في عام 1806، أصدر نابليون سلسلة مراسيم برلين، والتي أدخلت نظام الحصار القاري حيز التنفيذ. هدفت هذه السياسة إلى إضعاف اقتصاد التصدير البريطاني بإغلاق الأراضي التي تسيطر عليها فرنسا أمام التجارة البريطانية. أمِل نابليون بأن يؤدي عزل بريطانيا عن القارة إلى إنهاء هيمنتها الاقتصادية. لم ينجح النظام أبدًا في هدفه. امتلكت بريطانيا أعظم قدرة صناعية في أوروبا، وقد سمحت لها سيطرتها على البحار ببناء قوة اقتصادية كبيرة من خلال التجارة إلى مستعمراتها من إمبراطوريتها الجديدة سريعة التوسع. عنى التفوق البحري البريطاني أن فرنسا لا يمكنها أبدًا التمتع بالسلام اللازم لتعزيز سيطرتها على أوروبا، ولا يمكنها تهديد الجزر الأصلية ولا المستعمرات البريطانية الرئيسية.
سمحت الثورة الإسبانية عام 1808 لبريطانيا بالحصول أخيرًا على موطئ قدم في القارة. طرد الدوق ويلنغتون وجيشه البريطاني والبرتغالي الفرنسيين تدريجيًا من إسبانيا وفي أوائل عام 1814، عندما أُعيد نابليون على أعقابه في الشرق من قِبل البروسيين والنمساويين والروس، احتل ويلنغتون جنوب فرنسا. بعد استسلام نابليون ونفيه إلى جزيرة إلبا، بدا أن السلام قد لاح في الأفق، ولكن عندما عاد إلى فرنسا عام 1815، كان على البريطانيين وحلفائهم محاربته مرة أخرى. هزمت جيوش ويلنغتون وفون بلوتشر نابليون بشكل نهائي في واترلو.

#### تمويل الحرب
كان العنصر الأساسي في النجاح البريطاني هو قدرتها على حشد الموارد الصناعية والمالية للبلاد واستخدامها لهزيمة فرنسا. بعدد سكان يصل إلى 16 مليون نسمة، بلغت مساحة بريطانيا نصف مساحة فرنسا بالكاد، والتي بلغ عدد سكانها نحو 30 مليون نسمة. من ناحية الجنود، عُوضت الميزة العددية الفرنسية من خلال الدعم المالي البريطاني المدفوع إلى نسبة كبيرة من الجنود النمساويين والروس، وبلغ سقفه نحو 450,000 في عام 1813. الأهم من ذلك، ظل الإنتاج الوطني البريطاني قويًا ووجه قطاع الأعمال المنظم بإحكام المنتجات إلى ما احتاجه الجيش. قوض نظام تهريب المنتجات المصنعة إلى القارة الجهود الفرنسية بتدمير الاقتصاد البريطاني عن طريق عزل الأسواق. وصلت الميزانية البريطانية في عام 1814 إلى 66 مليون جنيه استرليني، منها 10 ملايين جنيه استرليني للبحرية و40 مليون جنيه استرليني للجيش و10 ملايين جنيه استرليني للحلفاء و38 مليون جنيه استرليني كفوائد على الدين القومي. ارتفع الدين القومي إلى 679 مليون جنيه استرليني، أي أكثر من ضعف الناتج المحلي الإجمالي. دُعم طواعية من قِبل مئات آلاف المستثمرين ودافعي الضرائب، على الرغم من الضرائب المرتفعة المفروضة على الأراضي وضريبة الدخل الجديدة. بلغت التكلفة الإجمالية للحرب 831 مليون جنيه استرليني. في المقابل، كان النظام المالي الفرنسي قاصرًا وكان على قوات نابليون الاعتماد جزئيًا على مصادرتهم للأموال والمؤون من الأراضي المستولى عليها.
حاول نابليون أيضًا شن حرب اقتصادية على بريطانيا، خاصة من خلال مرسوم برلين لعام 1806. منع المرسوم استيراد البضائع البريطانية إلى الدول الأوروبية المتحالفة مع فرنسا أو التي تعتمد عليها، وفرضَ النظام القاري في أوروبا. تقرر قطع جميع الاتصالات، حتى البريد. هرّب التجار البريطانيون العديد من البضائع ولم يكن النظام القاري سلاحًا قويًا في الحرب الاقتصادية. كان هناك بعض الأضرار التي لحقت ببريطانيا، خاصة في عامي 1808 و1811، لكن سيطرتها على المحيطات ساعدت في تخفيف الضرر. حتى أنه أُلحق ضرر أكبر باقتصادات فرنسا وحلفائها، الذين فقدوا شريكًا تجاريًا مفيدًا. اكتسبت الحكومات الحانقة حافزًا لتجاهل النظام القاري، مما أدى إلى إضعاف تحالف نابليون.

#### حرب عام 1812 مع الولايات المتحدة
بالتزامن مع الحروب النابليونية، أدت الخلافات التجارية والتجنيد البريطاني القسري للبحارة الأمريكيين إلى حرب عام 1812 مع الولايات المتحدة. دعاها الأمريكيون «حرب الاستقلال الثانية»، على الرغم من أنها لم تكن في الواقع وراء غزو البريطانيين للمستعمرات القديمة، بل وراء احتلال المستعمرات الكندية من قِبل الأمريكيين، لم تحظ بانتباه كبير في بريطانيا، حيث تركز الاهتمام بكامله على الصراع مع فرنسا. تمكن البريطانيون من تكريس القليل من الموارد للصراع قبل سقوط نابليون عام 1814. ألحقت الفرقاطات الأمريكية سلسلة من الهزائم المحرجة للبحرية البريطانية التي كانت تعاني من نقص في القوى البشرية بسبب الصراع في أوروبا. أدت الجهود الحربية المكثفة في ذلك العام إلى بعض النجاحات مثل حرق واشنطن، لكن العديد من الأصوات المؤثرة، مثل الدوق ويلنغتون، جادلت بأن الانتصار التام على الولايات المتحدة أمر مستحيل.
جرى الاتفاق على السلام في نهاية عام 1814، لكن أندرو جاكسون، الذي لم يكن على دراية بذلك، حقق انتصارًا كبيرًا على البريطانيين في معركة نيو أورلينز في يناير 1815 (استغرقت الأخبار عدة أسابيع لعبور المحيط الأطلسي قبل ظهور السفن البخارية). أنهى إبرام معاهدة غِنِت الحرب في فبراير 1815. كانت النتيجة الكبرى الهزيمة الدائمة للحلفاء الهنود الذين اعتمد عليهم البريطانيون. نُزع سلاح الحدود بين الولايات المتحدة وكندا من قِبل كلا البلدين، واستؤنفت التجارة السلمية، رغم استمرار المخاوف من الغزو الأمريكي لكندا حتى ستينيات القرن التاسع عشر.

## بريطانيا في العصرين البرونزي والحديدي

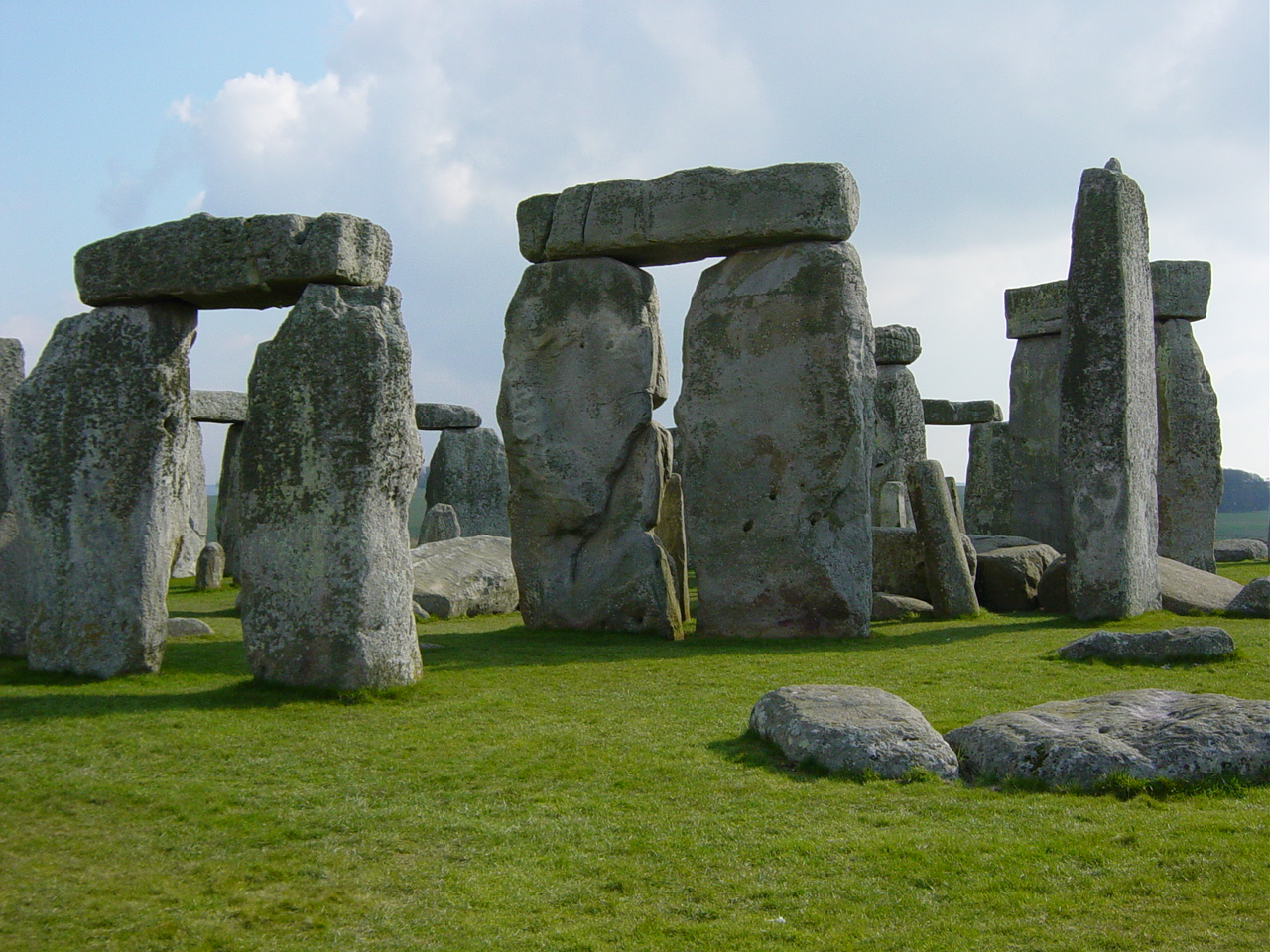
أثار ستونهنج

من 8300 قبل الميلاد إلى سنة 42 بعد الميلاد
تشكلت بريطانيا في 6500 قبل الميلاد مع تشكل القنوات الإنجليزية التي فصلتها عن باقي أوروبا. وقد كان السكان الأوائل يعتمدون على صيد الفرائس ويرتحلون من مكان إلى آخر بحثا عن الطعام. وفي 750 قبل الميلاد أدى وصول صناعة الحديد إلى بريطانيا إلى إنتاج الأدوات والأسلحة المتينة.

## بريطانيا الرومانية
من سنة 43 إلى 1065 

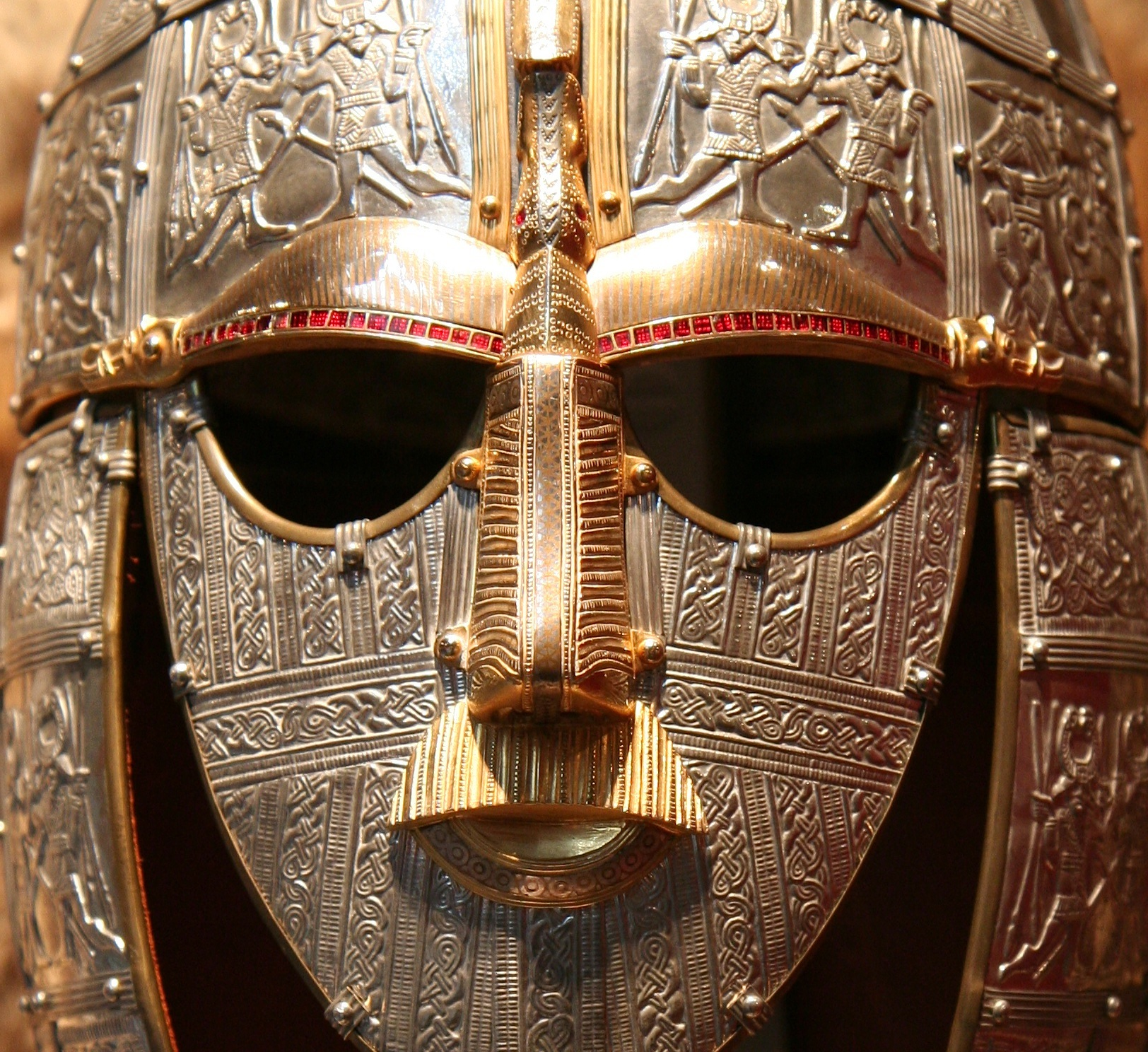
خوذة عثر عليها في قبر ملكي يعود للقرن السابع ميلادي

في سنة 43 بعد الميلاد قامت الجيوش الرومانية بعبور القنال إلى إنجلترا والقضاء بسرعة على مقاومة القبائل المحلية. وقام الروم بتأسيس مدينة لندن وشق الطرقات العسكرية عبر البلاد. وفي غضون عشرة أعوام، وصل حكم الروم إلى قلب أراضي إنجلترا وويلز. واستمر هذا الحال حتى القرن الخامس، حيث ترك البريطانيون ليحكموا أنفسهم.

## الآنجلو نورمانيون والعصور الوسطى
من سنة 1066 إلى 1347

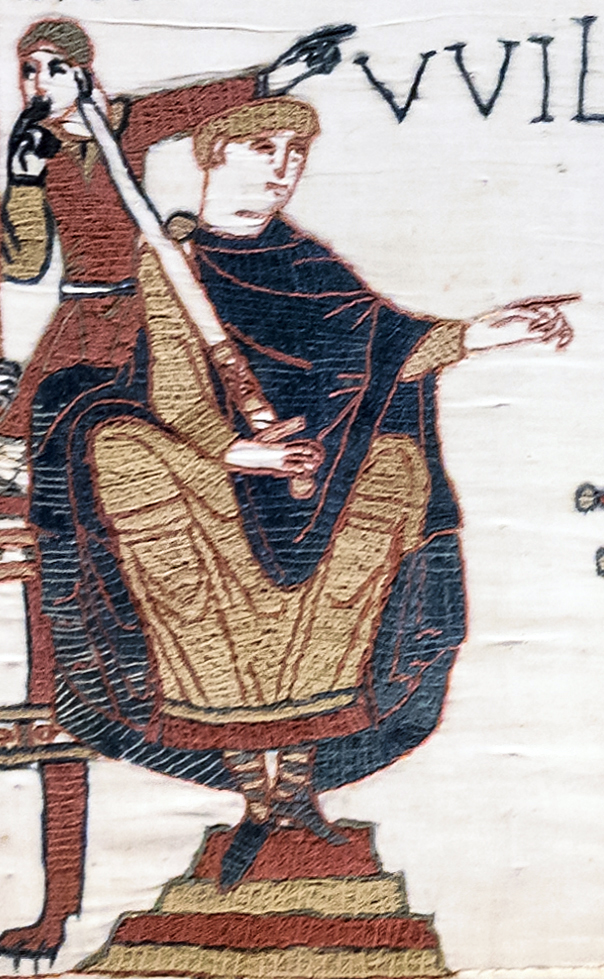
وليام النورمندى حاكم إنكلترا

في سنة 1066 قام الدوق ويليام النورماندي بغزو بريطانيا والقضاء على الملك هارولد، ملك إنجلترا، الذي يقال أنه أصيب بسهم في عينه خلال معركة هاستينجز. وحكم وليام النورماندي إنجلترا واسكتلندا سعى بعد ذلك لأقامة قوانين جديدة كما جلب معه العديد من العادات والتقاليد النورمندية (النظام الإقطاعي للإدارة، وكذا نظام المحاكم). قام بإعادة تنظيم أفراد الطبقة الحاكمة، فشكل من حوله طبقة جديدة من النبلاء العسكريين (استقدم معظمهم من فرنسا)، كانوا يتبعون نظاما هرميا قائم على الولاء، يجلس الملك على قمته. أمر عام 1085 م بإجراء كشف شامل عن العقارات والأملاك والأراضي في مملكته، ودَوَّنَها في «كتاب يوم الحِساب» (Domesday Book)، وهو الأول من نوعه في تاريخ البلاد.

## نهاية العصور الوسطى
من سنة 1348 إلى 1484
عندما غزى الطاعون بريطانيا في سنة 1348 منتشرا بسرعة فائقة إلى ويلز واسكتلندا ليقضي على ثلث السكان مع نهاية العام 1350. ويعود للظهور في القرن السابع عشر مؤثرا بشكل قاس على وضع البلاد الاقتصادي. حاولت الفئة الحاكمة الحفاظ على الاستقرار الاقتصادي ومحاربة آثار الوباء المدمرة، من خلال إقرار القانون النيابي.

## آل تيودور وآل ستيوارت
من سنة 1485 إلى 1713
في سنة 1485 قام هينري تيودر بغزو إنجلترا والقضاء على ريتشارد الثالث للوصول إلى كرسي الحكم. وتزوج من إليزابيث، أميرة يورك وابنة الملك إدوارد الرابع. في سنة 1603 عندما توفت الملكة إليزابيث الأولى – الملكة العذراء – التي لم تترك وراءها وريثا، انتقل الحكم إلى جيمس السادس، ملك اسكتلندا (وابن الملكة ماري، ملكة اسكتلندا) الذي أصبح جيمس الأول، ملك إنجلترا، وبالتالي أول ملك لانكلترا من ال ستيوارت.

## العهد الجورجي
من سنة 1714 إلى 1836
بعد وفاة الملكة آن، انتقل كرسي الحكم إلى الملك جورج الأول الذي تميز عهده بتطوير وظيفة رئيس الوزراء. وعلى الرغم من أن المسمى رئيس الوزراء لم يكن مستخدما في ذلك الحين، إلا أن السير روبيرت والبول قام بمهام هذه وظيفة، حيث شهدت البلاد خلال إدارته نموا تاريخيا في مجال الاقتصاد.

## العهد الفيكتوري
من سنة 1837 إلى 1900
أصبحت فيكتوريا التي حكمت بريطانيا لأطول فترة زمنية، ملكة على بريطانيا في السنة 1837، وهي في سن الثامنة عشر. خلال فترة حكمها قامت بتغيير مجموعة من القوانين التي أدت إلى إصدار دستور الشعب الذي طالب بست بنود من أبرزها حق الاقتراع العام والانتخابات النيابية السنوية. وعلى الرغم من رفض مجلس النواب المستمر للدستور، إلا أن خمسة من الطلبات الستة هي جزء لا يتجزأ من التشريعات البريطانية الحالية.

## القرن الثامن عشر

### ولادة الاتحاد
بزغت مملكة بريطانيا العظمى إلى الوجود في الأول من مايو من عام 1707، نتيجة الاتحاد السياسي بين مملكة إنجلترا (التي ضمت ويلز) ومملكة إسكتلندا بموجب معاهدة الاتحاد. الأمر الذي وحد المملكتين في مملكة واحدة، ودمج البرلمانين في برلمان واحد. أصبحت الملكة آن أول عاهلٍ لبريطانيا العظمى الجديدة. رغم أنها أصبحت مملكة واحدة، بقيت بعض المؤسسات منفصلة بين إسكتلندا وإنجلترا، مثل القانون الإسكتلندي والقانون الإنجليزي؛ والكنيسة المشيخية الإسكتلندية والكنيسة الإنجيلية الإنجليزية. وحافظت كل من إنجلترا وإسكتلندا على نظام تعليم خاص بها.

في هذه الأثناء، كانت حرب الخلافة الإسبانية الطويلة ضد فرنسا (من عام 1701 حتى عام 1714) ساريةً. تأرجح الوضع بين مد وجزر ذهابًا وإيابًا حتى وصلت حكومة أكثر جنوحًا إلى السلم إلى سدة السلطة في لندن وأنهت عن طريق معاهدتي أوترخت وراستادت في عامي 1713 و1714 الحرب. يحتج المؤرخ البريطاني جي. إم. تريفيليان قائلًا:
«إن معاهدة أوترخت، التي أذنت ببدء الفترة المستقرة والمميزة في حضارة القرن الثامن عشر، حددت نهاية خطر النظام الملكي الفرنسي القديم على أوروبا، ووسمت تغييرًا لا يقل أهمية بالنسبة للعالم كله، ألا وهو غلبة بريطانيا العظمى ماليًا وتجاريًا وبحريًا».

## بداية القرن العشرين
من سنة 1901 إلى 1944

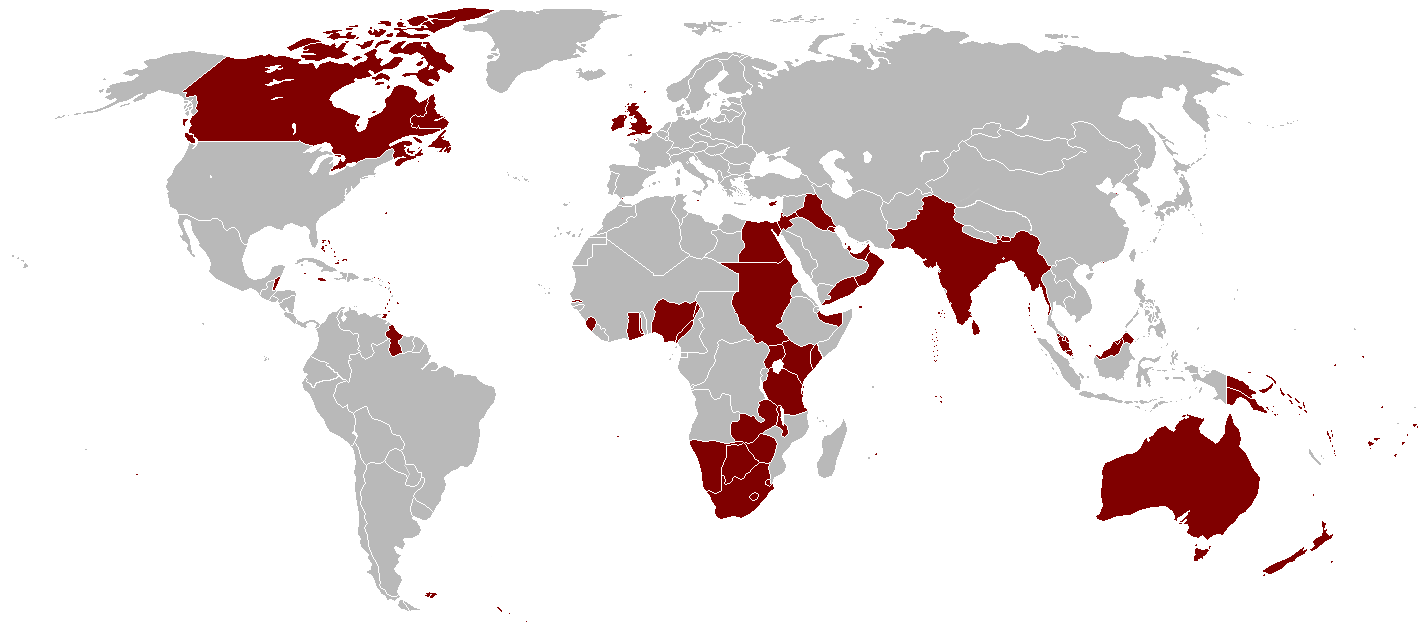
خريطة توضح إمبراطورية بريطانيا في عام 1921 تظهر باللون الزهري.

شهدت أوائل القرن العشرين تقدما في مجال العلوم والتكنولوجيا لم تكن متوقعة. من بينها كان اختراع التلفزيون من قبل شركة إي إم آي ماركوني وتأسيس شركة الإذاعة البريطانية (بي بي سي) واكتشاف البنسلين من قبل أليكساندر فليمنيج واكتشاف تركيب الذرة الذي أدى إلى تطوير الأسلحة والطاقة النووية.

## ما بعد الحرب العالمية الثانية

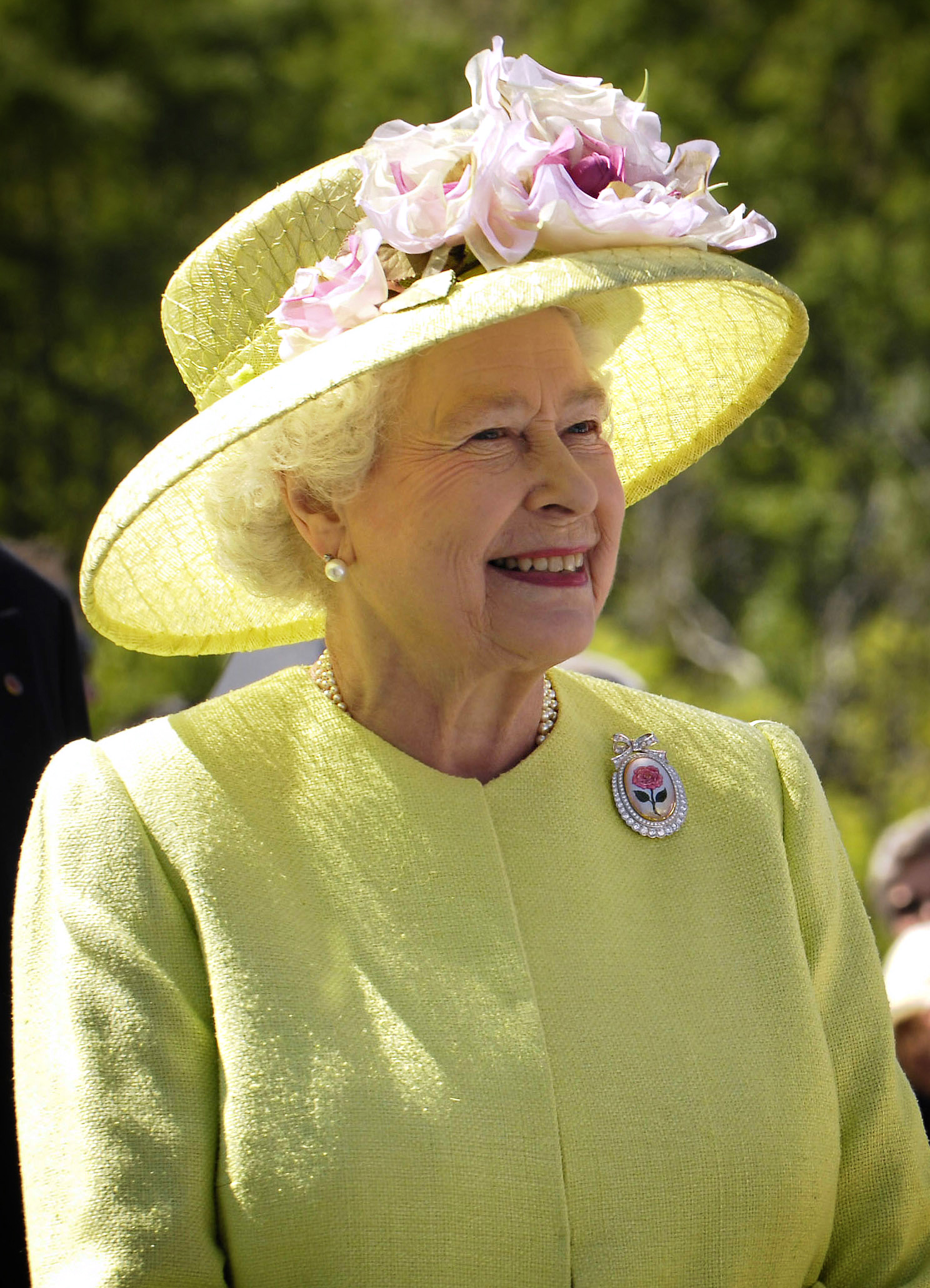
الملكة اليزابيث الثانية

### من سنة1945إلى الآن
في سنة 1945 ربح حزب العمال أول انتخاب عام له وقام بتشكيل خدمة الصحة العامة التي يراها كثيرون أهم انجازاته. وبالرغم من صعوبة المرحلة التي تلت الحرب إلا أنها تميزت أيضا بحماس شعبي وأمل كبير بمستقبل واعد. تخطت المملكة المتحدة العديد من الأزمات الاقتصادية بنجاح مبهر باتت معه اليوم من أهم المراكز المالية والتجارية العالمية التي تتميز باقتصاد مزدهر وخدمات اجتماعية متطورة.

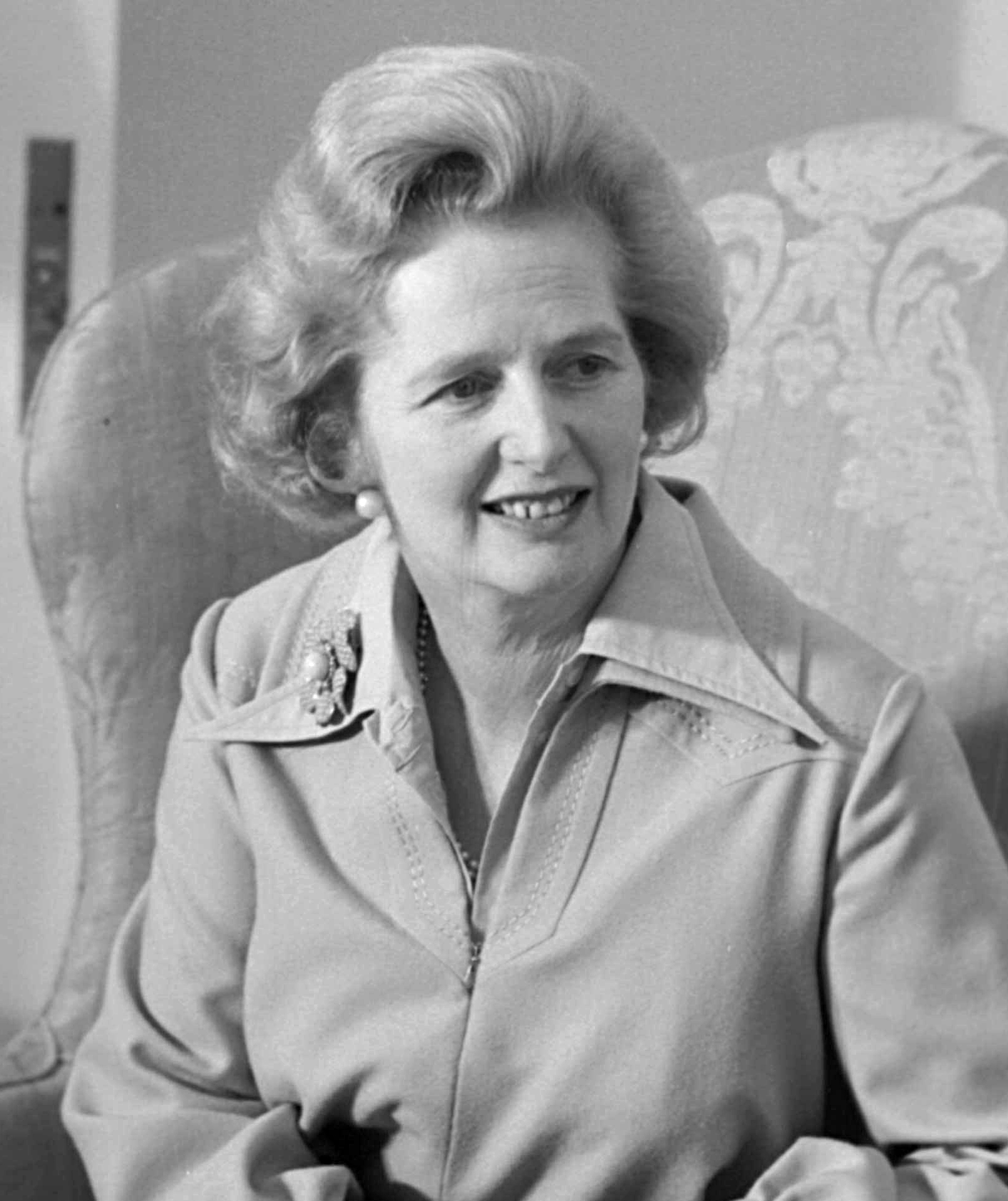
مارغريت ثاتشر

تتكون المملكة المتحدة اليوم من بريطانيا العظمى (إنجلترا واسكتلندا وويلز) وأيرلندا الشمالية، وهي من بين الدول الـ 27 الأعضاء في الإتحاد الأوروبي.

### مشاركة بريطانيا في الحرب على الإرهاب
رئيس الوزراء توني بلير تولى رئاسة الحكومة لثلاث فترات رئاسية متتالية بدأت بعام 1997 وانتهت بعام 2007 برز بسياسته المؤيدة بقوة لواشنطن، حيث شارك مع الولايات المتحدة في حروبها ضد الإرهاب، خاصتاُ في الغزو الأمريكي للعراق وأفغانستان. الخسائر التي تكبدها الجيش البريطاني في كل من أفغانستان والعراق، وبعد أن أصبحت بريطانيا، مهددة بهجمات إرهابية خصوصا بعد تفجيرات ميترو الأنفاق في لندن أثارت معارضة من جانب اليساريين في حزب العمال الذي ينتمي إليه، مما أجبر على الاستقال من زعامة الحزب العمالي، وخلفه في رئاسة الحزب ورئاسة الوزراء وزير المالية في حكومته جوردون براون، الذي عرف بتعامله مع واشنطن بشكل أكثر اعتدالا.